# جورج ميلر (لاعب كرة قدم مواليد 1998)
جورج ميلر (بالإنجليزية: George Miller)‏ هو لاعب كرة قدم بريطاني في مركز الهجوم، ولد في 11 أغسطس 1998 في بولتن في المملكة المتحدة. لعب مع نادي ميدلزبره.

## وصلات خارجية
- جورج ميلر (لاعب كرة قدم مواليد 1998) على موقع قاعدة بيانات كرة القدم.إي يو (الإنجليزية)
- جورج ميلر (لاعب كرة قدم مواليد 1998) على موقع Soccerbase.com (لاعب) (الإنجليزية)
- جورج ميلر (لاعب كرة قدم مواليد 1998) على موقع Soccerway.com (الإنجليزية)